# برف‌ریزه
برف‌ریزه (انگلیسی: Snow grains) نوعی بارندگی، است. این نوع بارندگی با ویژگی‌هایی مانند دانه‌های یخ بسیار کوچک (کمتر از ۱ میلی‌متر)، سفید و مات که نسبتاً صاف یا کشیده هستند، مشخص می‌شود. برخلاف برف‌دانه، برف‌ریزه در اثر ضربه پرش نمی‌کند یا شکسته نمی‌شود. برف‌ریزه‌ها معمولاً در مقادیر بسیار کم از ابرهای پوشنی یا مه می‌ریزند و بارش آن‌ها هرگز به صورت رگبار نیست.
کد متار پدیده برف‌ریزه، SG است.